# تری مایل بی (نیویورک)
تری مایل بی (به انگلیسی: Three Mile Bay) یک منطقهٔ مسکونی در ایالات متحده آمریکا است که در شهرستان جفرسون، نیویورک واقع شده‌است. تری مایل بی ۲۲۷ نفر جمعیت دارد و ۷۸٫۹۴ متر بالاتر از سطح دریا واقع شده‌است.